# 三十七菩提分法
菩提分法（巴利文：bodhipakkhikā dhammā、bodhapakkhiyā dhammā，梵文：bodhipakṣa dharma），有三十七項，即三十七菩提分法，又譯為三十七道品，三十七品助道法，為四聖諦中道諦的仔細開展，是佛教修行的基本內容，是趨向解脫、獲得證悟的道路。

## 名稱來源
菩提，意譯為覺，是覺悟的意思。分，有條件、要素的意思。法，是由釋迦牟尼所發現、教導的修行法。字面上來說，菩提分法，意指成就覺悟的修行方法。
分，字根來自於巴利語：或梵語：，意指鳥類的雙翼。由此字根引申，巴利語：，或梵語：、paksika，原義為親族的資助，有幫助、助益的意思。因此覺音在《清淨道論》中，用巴利語：來取代pakkha，解釋它的意義為助成覺悟。那連提耶舍譯《阿毘曇心論經》將其譯為「三十七助菩提分法」。
在北傳《雜阿含經》、《中阿含經》、《長阿含經》以及南傳《長部》、《中部》、《相應部》、《增支部》、《小部》中，已提到菩提分法這個名詞，但只有提到七菩提分法，也就是七覺支。雖然四念住、四正勝、四神足、五根、五力和八道支都已經被提到，但並未被稱為菩提分法，也未提出這些法可以被並稱為三十七菩提分法。直到《增一阿含》以及《增一阿含》、《中阿含》的別出單經，才開始提到三十七菩提分或其同義詞。
早期的各部派論典中，也未提到三十七菩提分，但已經開始對菩提分法進行匯整，如分別說部《舍利弗阿毘曇論·非問分·道品》記載了佛陀說過種種道，並將菩提分法按增支法歸結為：一種一支道，一種二支道，二種三支道，九種四支道，六種五支道，六種六支道，三種七支道，三種八支道，三種九支道，三種十支道，一種十一支道，涵蓋了“三十七菩提分法”中的三種四支道，兩種五支道，一種七支道和一種八支道。直到北傳的《大毘婆沙論》及南傳《彌蘭王問經》、《清淨道論》之後，才開始使用三十七菩提分這個名詞。
說一切有部《大毘婆沙論》對此進行了解釋，有說是相關契經年代久遠而隱沒了，還記載分別論者立“四十一菩提分法”，此外再加上四聖種。

## 內容解說
菩提分法是佛陀自覺證道之法和最後付囑之法，三十七菩提分法分為七種：
- 四念住[10]：

1. 身念住，觀身不淨[11]；
2. 受念住，觀受是苦[12][13][14]；
3. 心念住，觀心無常[15][16]；
4. 法念住，觀法無我[17]。

- 四正勤：精進的重點在於行善去惡。

1. 未生惡法令不生；
2. 已生惡法恒令滅；
3. 未生善法令出生；
4. 已生善法令增長。

- 四神足：意為產生精進的基礎。

1. 欲神足，欲得見道；
2. 勤神足，精勤習禪；
3. 心神足，心神專一；
4. 觀神足，正確觀想。

- 五根：修習佛法的根本所在。

1. 信根，深信三寶；
2. 勤根，修行不懈，指“四正勤”；
3. 念根，憶念正法，指“四念處”；
4. 定根，修習禪定；
5. 慧根，開發智慧。

- 五力：由五根產生的五種力量。

1. 信力，堅信真理；
2. 勤力，修四正勤的力量；
3. 念力，破邪、念正的力量；
4. 定力，置心一處的能力；
5. 慧力，產生智慧的能力。

- 七覺支：修習止觀的注意事項和感受。

1. 憶念覺支，憶念集中而念念分明；
2. 擇法覺支，選擇正確、適宜的修法；
3. 精進覺支，任何階段都不能懈怠；
4. 喜悅覺支，修禪定得到的喜悅；
5. 輕安覺支，得到的輕鬆安適感覺；
6. 禪定覺支，攝心不散深入禪定；
7. 等捨覺支，捨一切念，不即不離。

- 八正道：

1. 正見解[18]；
2. 正思惟[19]；
3. 正語言[20]；
4. 正行為（正業）[21]；
5. 正生活（正命）[22]；
6. 正精進[23]；
7. 正意念[24]；
8. 正禪定[25]。